# Isole Koški
Le isole Koški (in russo Острова Кошки, ostrova Koški, in italiano "isole àncora") sono un gruppo di isole russe che fanno parte dell'arcipelago di Severnaja Zemlja e sono bagnate dal mare di Kara.
Amministrativamente fanno parte del distretto di Tajmyr del Territorio di Krasnojarsk, nel Distretto Federale Siberiano.

## Geografia
Le isole sono situate 2,7 km a est della costa centro-orientale dell'isola della Rivoluzione d'Ottobre, nella parte nord-occidentale dello stretto di Šokal'skij (Пролив Шокальского, proliv Šokal'skogo).
Si tratta di due isole, senza nome individuale, distanti circa 950 m l'una dall'altra. L'isola occidentale, oltre a essere la più vicina all'isola della Rivoluzione d'Ottobre, è anche la più grande. È di forma allungata in direzione nord-sud e misura 2,3 km di lunghezza e 900 m di larghezza; l'altezza massima è di 14 m s.l.m.

L'isola orientale misura 750 m di lunghezza e 450 m di larghezza; il punto più alto raggiunge appena i 9 m.s.l.m.

## Isole adiacenti
- Isola di Arngol'd (остров Арнгольда, ostrov Arngol'da), a nord.
- Isola Storoževoj (остров Сторожевой, ostrov Storoževoj), a sud-sud-ovest.